# سباق باريس روبيه 1998
طواف باريس 1998 هو سباق دراجات هوائية أقيم بتاريخ أبريل 12، تكون السباق من مرحلة واحدة، وامتدّ لمسافة 266.5 كم، وبسرعة 38.505 كم/س، استغرق السباق 6 ساعات و55 دقيقة و16 ثانية.